# Nizam-ul-mulk
Nizam-ul-mulk, ungefär "ståthållare", var en indisk furstetitel under muslimsk tid. En sådan var motsvarigheten till guvernör i en provins. Se vidare indiska adelstitlar.